# إسكي يكباغ
إسكي يكباغ هي بلدة في مقاطعة يكباغ في ولاية قشقداريا في أوزبكستان.